# MS CMA CGM Marco Polo
CMA CGM Marco Polo – kontenerowiec o największej (do 2013r gdy oddano do użytku Mærsk Mc-Kinney Møller o pojemności  18,270 TEU) na świecie pojemności. Zbudowany w Daewoo Shipbuilding and Marine Engineering w Geo Je (Korea Południowa), oddany do użytku w listopadzie 2012. Statek o długości całkowitej 396 metrów i szerokości 53,6 metra ma pojemność brutto 175 343 i nośność 187 625 ton.
Przed jego zwodowaniem, najpojemniejszym i zarazem największym na świecie kontenerowcem był MS Emma Mærsk o pojemności 14,5 tys. TEU. CMA CGM Marco Polo jest nieco mniejszy pod względem długości i szerokości, lecz w jego ośmiu ładowniach i na pokładzie mieści się ponad 16 tysięcy TEU, w tym 1100 kontenerów chłodzonych.
Napędzany jest 14 cylindrowym silnikiem Wartsila 14RT-flex 96C o mocy 80 080 kW (108 804 koni mechanicznych).
Statek jest pierwszym z serii trzech, zamówionych przez francuskie konsorcjum CMA CGM. 
Od 7 listopada 2012 zatrudniony na linii między wschodnią Azją a Europą.
W 2013 roku zbudowano bliźniaczy statek CMA CGM Alexander von Humboldt.